# Бартон Крик (Тексас)
Бартон Крик (енгл. Barton Creek) насељено је место без административног статуса у америчкој савезној држави Тексас.

## Демографија
По попису из 2010. године број становника је 3.077, што је 1.488 (93,6%) становника више него 2000. године.
| Група             | 2000.         | 2010.         |
| Белци             | 1.436 (90,4%) | 2.645 (86,0%) |
| Афроамериканци    | 38 (2,4%)     | 43 (1,4%)     |
| Азијати           | 44 (2,8%)     | 133 (4,3%)    |
| Хиспаноамериканци | 59 (3,7%)     | 198 (6,4%)    |
| Укупно            | 1.589         | 3.077         |